# Bombus tucumanus
Espèce
Statut de conservation UICN

 DD  : Données insuffisantes
Bombus tucumanus est une espèce de bourdons que l'on trouve en Colombie, au Venezuela, au Brésil, en Équateur, au Pérou, en Bolivie, au Paraguay en Argentine.